# Bernard Bosquier
Bernard Bosquier, (Thonon-les-Bains, 19 de junho de 1942) é um ex-futebolista francês. Ele competiu na Copa do Mundo FIFA de 1966, sediada na Inglaterra, na qual a seleção de seu país terminou na 13º colocação dentre os 16 participantes.

## Carreira
Bosquier surgiu no Olympique Alès e assinou com o Sochaux em 1961, onde se tornou um excelente defensor jogando pelo lado direito.
Ele rapidamente teve sua primeira chance na Seleção Francesa e em 2 de dezembro de 1964, aos 22 anos, ele fez sua estréia contra a Bélgica. Ele foi então parte da equipe da França que participou da Copa do Mundo de 1966 na Inglaterra jogando em todos os jogos da França.
Voltando da Copa do Mundo, ele assinou com o Saint-Étienne, onde ganhou seus primeiros títulos e foi considerado como um dos melhores jogadores do futebol francês da década de 1960, ganhando o prêmio de jogador francês do ano em 1967 e 1968.
Ele surpreendentemente deixou o Saint-Étienne para ir para o Olympique de Marselha, juntamente com o goleiro Georges Carnus em 1971. Eles venceram o "double" com o Olympique de Marselha em sua primeira temporada. 
Bosquier terminou a sua carreira no futebol no FC Martigues. 
No total, ele fez 354 jogos em 11 temporadas. Seu recorde de 43 gols é muito bom para um defensor e ele foi ajudado por sua grande proeza de bater faltas.
Depois de sua aposentadoria, ele teve uma curta carreira de director desportivo e descobriu jogadores talentosos como Grégory Coupet e Ľubomír Moravčík quando trabalhou no Saint-Étienne.

## Títulos
Sochaux
- Copa da Liga Francesa: 1963 e 1964

AS Saint-Étienne
- Ligue 1: 1967, 1968, 1969 e 1970
- Copa da França: 1968 e 1970
- Supercopa da França: 1967, 1968 e 1969

Olympique Marseille
- Ligue 1: 1972
- Copa da França: 1972
- Jogador Francês do Ano: 1967 e 1968[4]